# Nordmannia maculatus
Nordmannia maculatus är en fjärilsart som beskrevs av Gerhard 1853. Nordmannia maculatus ingår i släktet Nordmannia och familjen juvelvingar. Inga underarter finns listade i Catalogue of Life.